# Nagurus gotoensis
Nagurus gotoensis är en kräftdjursart som beskrevs av Nunomura 1991. Nagurus gotoensis ingår i släktet Nagurus och familjen Trachelipodidae. Inga underarter finns listade i Catalogue of Life.